# الجدفرة (حريضة)

تعديل مصدري - تعديل

الجدفرة هي إحدى قرى عزلة حريضة بمديرية حريضة التابعة لمحافظة حضرموت، بلغ تعداد سكانها 571 نسمة حسب تعداد اليمن لعام 2004.